# Mozambique aux Jeux olympiques d'été de 2012
Le Mozambique participe aux Jeux olympiques d'été de 2012 à Londres au Royaume-Uni du 27 juillet au 12 août 2012. Il s'agit de sa 9e participation à des Jeux d'été. Dans ce pays, le principal lieu d'entraînement de la délégation du pays sera à Cambridge au Comberton Village College.

## Athlétisme
Les athlètes du Mozambique ont jusqu'ici atteint les minima de qualification dans les épreuves d'athlétisme suivantes (pour chaque épreuve, un pays peut engager trois athlètes à condition qu'ils aient réussi chacun les minima A de qualification, un seul athlète par nation est inscrit sur la liste de départ si seuls les minima B sont réussis), :
Hommes
| Athlète    | Épreuve          | Séries   | Séries | Quarts de finale | Quarts de finale | Demi-finales | Demi-finales | Finale   | Finale |
| Athlète    | Épreuve          | Résultat | Rang   | Résultat         | Rang             | Résultat     | Rang         | Résultat | Rang   |
| ---------- | ---------------- | -------- | ------ | ---------------- | ---------------- | ------------ | ------------ | -------- | ------ |
| Kurt Couto | 400 mètres haies | 49.31    | 15     | NC               | NC               | 51.55        | 22           | -        | -      |

Femmes
| Athlète         | Épreuve          | Séries     | Séries | Quarts de finale | Quarts de finale | Demi-finales | Demi-finales | Finale   | Finale |
| Athlète         | Épreuve          | Résultat   | Rang   | Résultat         | Rang             | Résultat     | Rang         | Résultat | Rang   |
| --------------- | ---------------- | ---------- | ------ | ---------------- | ---------------- | ------------ | ------------ | -------- | ------ |
| Silvia Panguana | 100 haies mètres | 14.68 (MP) | 44     | NC               | NC               | -            | -            | -        | -      |

## Boxe
Le Mozambique a qualifié un boxeur dans l'épreuve suivante:
Homme
| Athlète                        | Épreuve             | 16e de finale               | 8e de finale        | Quart de finale     | Demi-finale         | Finale              | Finale |
| Athlète                        | Épreuve             | Adversaire Résultat         | Adversaire Résultat | Adversaire Résultat | Adversaire Résultat | Adversaire Résultat | Rang   |
| ------------------------------ | ------------------- | --------------------------- | ------------------- | ------------------- | ------------------- | ------------------- | ------ |
| Juliano Fernando Gento Maquina | Mi-mouches (-49 kg) | Aleksandar Aleksandrov 7-22 | -                   | -                   | -                   | -                   | -      |

## Judo
Le Mozambique a qualifié 1 judoka.
Homme
| Athlète        | Épreuve               | 32e de finale       | 16e de finale       | 8e de finale        | Quart de finale     | Demi-finale         | Repêchage 1         | Repêchage 2         | Finale              | Finale |
| Athlète        | Épreuve               | Adversaire Résultat | Adversaire Résultat | Adversaire Résultat | Adversaire Résultat | Adversaire Résultat | Adversaire Résultat | Adversaire Résultat | Adversaire Résultat | Rang   |
| -------------- | --------------------- | ------------------- | ------------------- | ------------------- | ------------------- | ------------------- | ------------------- | ------------------- | ------------------- | ------ |
| Neuso Sigauque | Moins de 60 kg hommes | exempt              | Tony Lomo 0010/0100 | -                   | -                   | -                   | -                   | -                   | -                   | -      |

## Natation
| Athlète              | Épreuve         | Séries | Séries | Demi-finales | Demi-finales | Finale | Finale |
| Athlète              | Épreuve         | Temps  | Rang   | Temps        | Rang         | Temps  | Rang   |
| -------------------- | --------------- | ------ | ------ | ------------ | ------------ | ------ | ------ |
| Chakyl Pfiffer Camal | 50 m nage libre | 24.43  | 38     | -            | -            | -      | -      |

| Athlète                 | Épreuve         | Séries | Séries | Demi-finales | Demi-finales | Finale | Finale |
| Athlète                 | Épreuve         | Temps  | Rang   | Temps        | Rang         | Temps  | Rang   |
| ----------------------- | --------------- | ------ | ------ | ------------ | ------------ | ------ | ------ |
| Jessica Teixeira Vieira | 50 m nage libre | 27.39  | 44     | -            | -            | -      | -      |